# Photinella magna
Photinella magna är en bönsyrseart som beskrevs av Giglio-tos 1915. Photinella magna ingår i släktet Photinella och familjen Mantidae. Inga underarter finns listade i Catalogue of Life.